# Veselin Šljivančanin

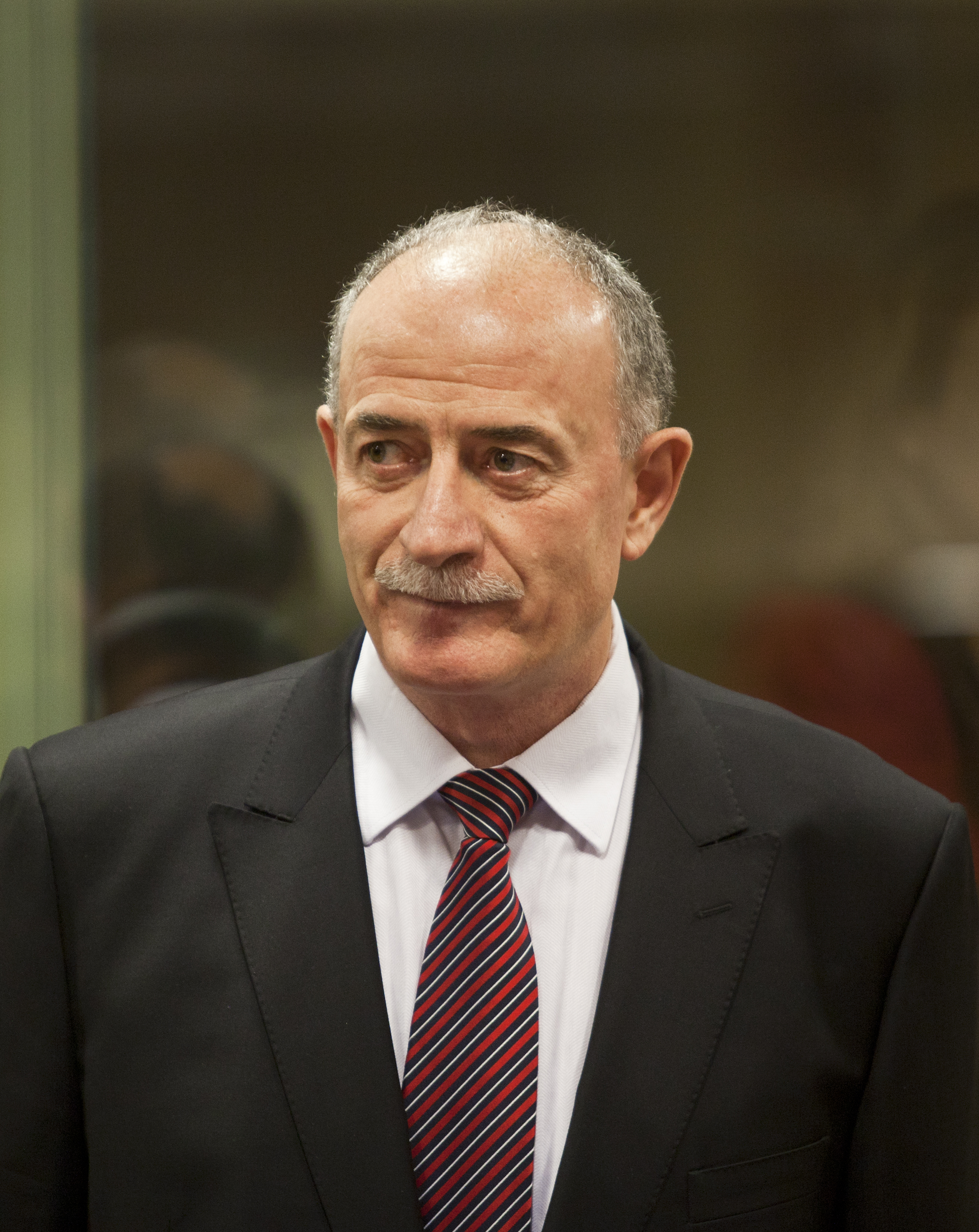

Veselin Šljivančanin (en serbio cirílico Веселин Шљиванчанин), nacido el 13 de junio de 1953 en Pavez, municipalidad de Žabljak, Montenegro, Yugoslavia, es un ex oficial del Ejército Popular Yugoslavo (JNA). Pertenece al clan montenegrino Drobnjaci, y fue juzgado por el Tribunal Penal Internacional para la ex Yugoslavia por su implicación en matanzas de civiles durante las Guerras Yugoslavas.

## Vukovar 1991
Como mayor, Šljivančanin participó en la batalla de Vukovar, la cual se libró desde fines de agosto hasta el 18 de noviembre de 1991. Fue sentenciado por el Tribunal Penal Internacional para la ex Yugoslavia por su responsabilidad en la matanza de más de 194 prisioneros croatas luego de la captura de Vukovar. Fue sentenciado a 5 años de prisión, de los cuales cuatro ya había cumplido antes de la sentencia. El tribunal sentenció además que se le podía liberar una vez cumplidos los dos tercios de su condena, lo cual posiblemente ocurrirá con Šljivančanin.

## Respaldo militar
Tras la caída de Vukovar, fue ascendido al grado de teniente coronel y puesto al mando de una brigada del JNA estacionada en Podgorica (en esa época llamada Titogrado), Montenegro. A comienzos de 1996 fue ascendido a coronel (esta vez en el nuevo ejército nacional, luego de disolverse el JNA) y transferido a la Academia Militar de Belgrado, donde sirvió como conferenciante de táctica militar. Se retiró del servicio activo en octubre de 2001.

## Acusación
Šljivančanin fue acusado en 1995, junto a Mile Mrkšić, Miroslav Radić y Slavko Dokmanović por el Tribunal Penal Internacional para la ex Yugoslavia. La acusación lo imputaba por su responsabilidad en la masacre de Vukovar donde perecieron aproximadamente 260 prisioneros no serbios. Los motivos eran:
- Era el comandante directo de las fuerzas serbias que ocuparon el hospital de Vukovar el 18 de noviembre de 1991 y de la evacuación de los hospitalizados durante los días siguientes hacia la granja de Ovčara.
- Dirigió personalmente la selección y retiro desde el hospital de más de 400 no serbios, de quienes la JNA sospechaba que eran paramilitares croatas.
- Ordenó a los soldados de la JNA bajo su mando que entregaran la custodia de los detenidos a otras fuerzas serbias, quienes los ejecutaron.

Fue arrestado en Belgrado por las autoridades serbias el 13 de junio del 2003 como parte de las nuevas políticas de Serbia y Montenegro por las cuales acceden a cumplir con las Naciones Unidas y el Tribunal. Fue entregado al Tribunal el 1 de julio. El juicio en su contra comenzó en octubre de ese mismo año.
El veredicto de la corte, dado el 27 de septiembre de 2007, encontró a Šljivančanin culpable de haber apoyado la tortura de los prisioneros y se le sentenció a cinco años de prisión. Por otro lado, se le declaró inocente de los cargos de crímenes contra la humanidad, ya que el tribunal encontró que la Defensa Territorial Serbia y los paramilitares locales ejecutaron los asesinatos. De cualquier forma, como oficial de la JNA, Šljivančanin no previno las vejaciones de las fuerzas serbias en contra de los prisioneros.
La sentencia causó gran indignación en el público y la prensa croata, con los líderes políticos de la nación manifestando su descontento por el veredicto. La BBC entrevistó a uno de los administradores del hospital de Vukovar, quien comparó al juicio de La Haya con una corte civil croata, por cuanto "La gente que roba autos son condenados a 20 años de prisión".